# 厄勒海峡铁路
厄勒海峡铁路（瑞典語：Öresundsbanan）是一条横跨丹麦、瑞典两国的跨国铁路线路。连接丹麦首都哥本哈根和瑞典马尔默，通过公铁两用跨海隧桥厄勒海峡大桥连接厄勒海峡两岸。丹麦一侧的终点位于哥本哈根火车总站，瑞典一侧的终点位于马尔默中央车站。因其全线位于厄勒海峡地区而得名。

## 运营中车站
| 车站             | 里程     | 备注     |
| ---------------- | -------- | -------- |
| 哥本哈根火车总站 | 0千米    | 位于丹麦 |
| 厄勒斯塔兹站     | 6.9千米  | 位于丹麦 |
| 措恩比站         | 8.5千米  | 位于丹麦 |
| 哥本哈根机场站   | 11.8千米 | 位于丹麦 |
| 许利厄站         | 不详     | 位于瑞典 |
| 三角地站         | 不详     | 位于瑞典 |
| 马尔默中央车站   | 38千米   | 位于瑞典 |

## 现时线路
现时全线呈不标准的U形，西起丹麦的哥本哈根火车总站，经哥本哈根机场站，过厄勒海峡大桥后进入瑞典马尔默南部。在马尔默市区南部的许利厄站进入马尔默地下直径线。许利厄站西南方不远处还拥有厄勒海峡铁路和瑞典大陆铁路、于斯塔德铁路的连接线。最后到达终点站马尔默中央车站（现时经厄勒海峡铁路到达马尔默中央车站的列车使用马尔默中央车站地下站台）。

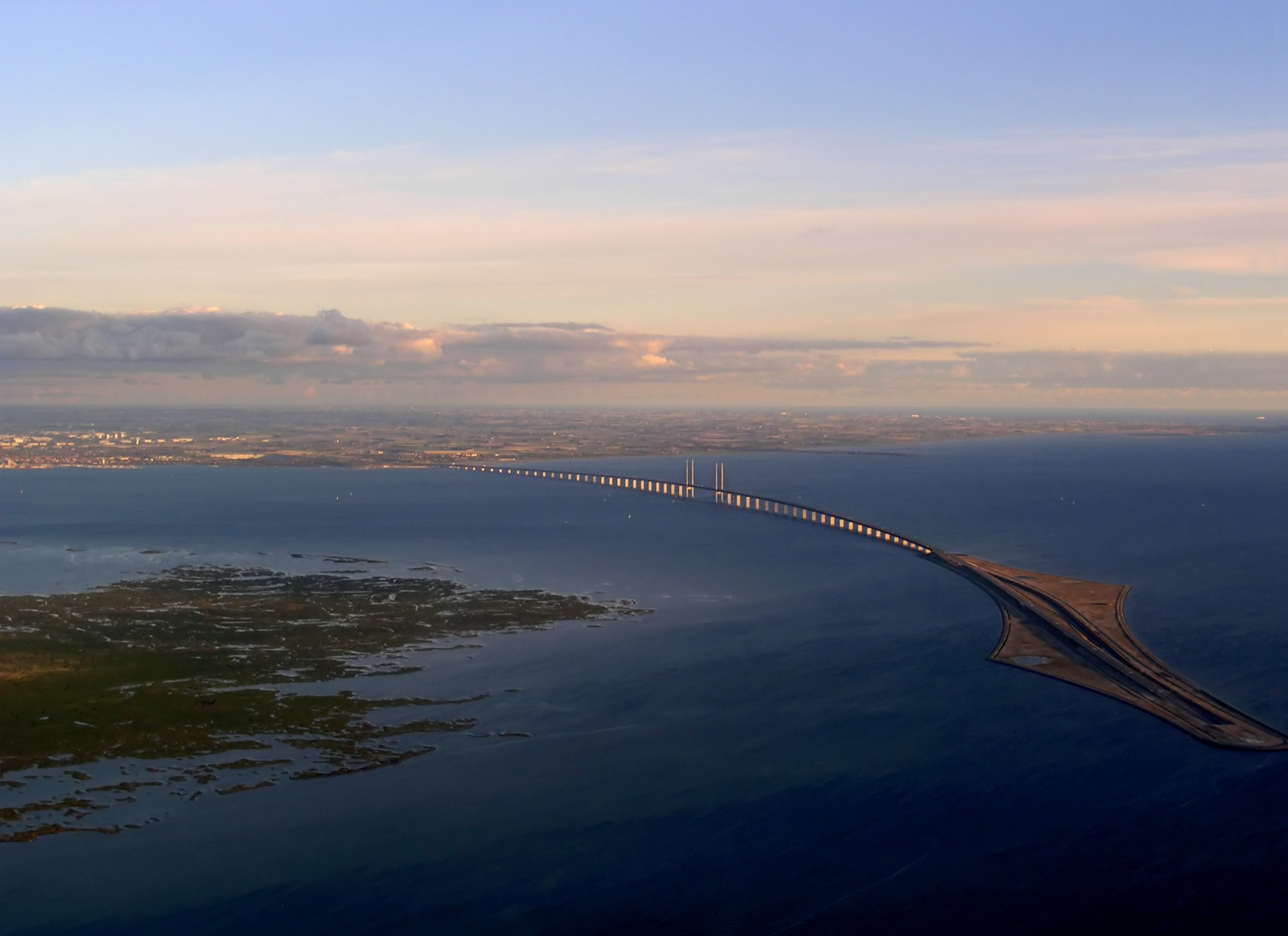
公铁两用隧桥——厄勒海峡大桥，其为厄勒海峡铁路的一部分

## 历史
连接丹麦西兰岛和瑞典的铁路早在20世纪便有人提出。厄勒海峡铁路及其所经过的公铁两用跨海隧桥厄勒海峡大桥的建设方在1991年开始前期工作，1995年开工。2000年7月1日全线贯通。
通车初期的两端终点与现在相同，但瑞典马尔默段的走线与现在并不相同。通车初期的马尔默中央车站还是尽头式车站，且只有从东侧进出马尔默中央车站的铁路线。那时的厄勒海峡铁路马尔默段向东绕经马尔默南站、既有瑞典大陆铁路从马尔默中央车站东侧进出马尔默中央车站。这使得由丹麦出发到达马尔默中央车站需向东绕一个大弯，并且经厄勒海峡铁路进入马尔默中央车站但不在马尔默中央车站始发终到的列车会十分别扭。因而在厄勒海峡铁路规划的同时提出了南北贯穿马尔默市区的马尔默地下直径线和加建马尔默中央车站地下通过式站台的规划（马尔默中央车站主楼位于地面轨道的尽头）。马尔默地下直径线建设工程还包括在南端新建许利厄站和在马尔默市区地下新建地下火车站——三角地站。马尔默地下直径线于2005年3月8日开工，2010年12月竣工，与之一同启用的还包括配套的许利厄站、三角地站、马尔默中央车站地下通过式站台。马尔默地下直径线启用后，马尔默中央车站同时拥有了地面站台（尽头式站台）和地下站台（通过式站台）。
根据国际铁路联盟的数据，厄勒海峡铁路是2012年欧洲二等座票价最高的铁路线路，达每千米0.21欧元，每千米票价高于欧洲之星。 此次统计中，厄勒海峡铁路的里程数据采用马尔默地下直径线建成前的52.7千米，还没有考虑马尔默地下直径线建成后厄勒海峡铁路里程缩短这一因素。

## 两国铁路系统衔接
厄勒海峡铁路途径的丹麦、瑞典两国的电气化铁路制式并不相同，丹麦的干线铁路使用交流 25kV 50Hz 架空电缆供电，瑞典使用交流 15kV 16.7Hz 架空电缆供电。 丹麦、瑞典两国的铁路信号系统也不相同。这使得经厄勒海峡铁路横跨丹麦、瑞典两国的列车需同时兼容两种电气化铁路制式、两种信号系统。
信号系统在胡椒岛（厄勒海峡大桥中间的一座人工岛）上完成转换。厄勒海峡铁路使用丹麦信号系统的路段最高运营速度为180千米/小时，使用瑞典信号系统的路段最高运营速度为200千米/小时。

## 外部連結
- Banverket page on Öresundbanan（页面存档备份，存于）
- Järnväg.net page on Öresundbanan